# Mangan heptoxide
Mangan(VII) Oxide là một hợp chất vô cơ với công thức hóa học Mn2O7. Chất lỏng dễ bay hơi này có tính phản ứng rất cao và được thảo luận nhiều hơn là điều chế. Nó là một chất oxy hóa nguy hiểm và lần đầu tiên được mô tả vào năm 1860. Chất này là Oxide axit của axit pemanganic.

## Cấu trúc
Cấu trúc của phân tử mangan heptoxide bao gồm một cặp tứ diện có chung một đỉnh. Các đỉnh được chiếm bởi các nguyên tử oxy và tại trung tâm của tứ diện là trung tâm Mn(VII). Kết nối được biểu thị bằng công thức {\displaystyle {\ce {O3Mn - O - MnO3}}}. Khoảng cách đầu cuối {\displaystyle Mn-O} là 1,585 Å và oxy cầu nối là 1,77 Å so với hai nguyên tử Mn. Góc {\displaystyle {\ce {Mn-O-Mn}}} là 120,7°.
Pyrosulfat, pyrophosphat và dichromat có cấu trúc tương tự như cấu trúc của {\displaystyle {\ce {Mn2O7}}}. Có lẽ các loài nhóm chính tương tự nhất là {\displaystyle {\ce {Cl2O7}}}, dichlor heptoxide. Tập trung vào so sánh trong loạt kim loại chuyển tiếp, {\displaystyle {\ce {Tc2O7}}} và {\displaystyle {\ce {Mn2O7}}} có cấu trúc tương tự nhau nhưng góc {\displaystyle Tc-O-Tc} là 180°. Rheni heptoxide, {\displaystyle {\ce {Re2O7}}} trong pha rắn không phải là phân tử mà bao gồm các trung tâm Re liên kết ngang với cả hai vị trí tứ diện và bát diện; trong pha hơi, nó là phân tử có cấu trúc tương tự {\displaystyle {\ce {Tc2O7}}}.

## Một số phản ứng hóa học
Mangan heptoxide  khi phản ứng với nước lạnh tạo ra acid permanganic:
{\displaystyle {\ce {Mn2O7 + H2O->2 HMnO4}}}
Trường hợp dùng nhiều nước có thể tạo H3MnO5 (acid meso-permanganic). Dùng từ > 1 mol đến < 3 mol có thể tạo các acid giữa hai acid trên. HMnO4 không ổn định.

## Axit pemanganic
Acid permanganic là được tạo thành khi cho mangan(VII) Oxide phản ứng với nước lạnh:
| + {\displaystyle {\ce {->}}} 2 |

Là một axit mạnh, HMnO4 dễ bị mất liên kết để tạo thành thuốc tím có màu tím đậm. Kali permanganat, KMnO4, là một chất oxy hóa được sử dụng rộng rãi:
| 2 + 2 {\displaystyle {\ce {->}}} 2 + |

Dung dịch acid permanganic không ổn định, và dần dần phân hủy thành mangan dioxide, oxy và nước, với mangan(IV) oxide được hình thành ban đầu xúc tác cho sự phân hủy tiếp theo. Sự phân hủy được tăng tốc bởi nhiệt, ánh sáng và axit. Dung dịch đậm đặc phân hủy nhanh hơn pha loãng: 
| 4 {\displaystyle {\ce {->}}} 4 {\displaystyle {\ce {MnO2}}} + 3 + 2 |

## Acidmeso-permanganic
Acid meso-permanganic được tạo thành khi cho mangan heptoxide phản ứng với nước lạnh (khi dùng nhiều):
| + 3 {\displaystyle {\ce {->}}} 2 |